# 擔心
擔心或擔憂、憂慮等，是人類的一種情緒認知活動現象及本能，並被認為與焦慮密切相關。
具有此種本能的個體認定其即將面對威脅時，將可能出現此種情緒認知現象。 這種情緒認知現象經心理學研究，被認為是構成焦慮的認知組成。 心理學研究也顯示，此種現象發生時，個體的注意力主要聚焦於對自我個人及情緒方面的威脅。 它是個體對所感知到的危險的認知情緒反應；這些認知情緒活動是由當前環境所引發，但通常專注於未來。
這種情緒認知活動，被認為有助於人類個體在相對艱困的生存環境和條件之中，促進思考各種情況的可能結果，並由此產生對應的思考和行動。它因在人類長期演化過程中有助於個體適應及生存直至成功產生子代，透過遺傳機制持續出現於不同個體的認知情緒系統之中。但是，在生活條件相對顯著改善的現代社會情境中，此種本能導致個體經常過度專注於一些並不會危及生存的情況，同時陷入增強的情緒循環之中。